# La Palma (Teià)
La Palma és una obra del municipi de Teià (Maresme) inclosa en l'Inventari del Patrimoni Arquitectònic de Catalunya.

## Descripció
Edifici dividit en dues parts, una destinada a teatre i l'altra a cafè-bar. El primer resta format per un cos rectangular que, exteriorment, no té gaire interès arquitectònic, excepte en la seva façana coronada per un capcer esglaonat amb formes arrodonides i motllures. A la part central de la façana hi ha una tribuna flanquejada per finestres tripartides i esglaonades, que es repeteixen en la part inferior. Resulta interessant l'esgrafiat decoratiu del capcer, que diu "la Palma-Teià" i la data de construcció (1911).
El cafè-bar es troba en un edifici més baix, situat a la dreta de l'anterior, i presenta en la seva façana una sèrie de cinc arcades de mig punt força altes.

## Història
Edifici construït l'any 1911. L'any 2001 el Departament de Cultura de la Generalitat de Catalunya va subvencionar la restauració del teatre.